# Spytkowice (gemeente in het district Nowy Targ)
De gemeente Spytkowice is een gemeente in de Poolse provincie Klein-Polen, in het district Nowy Targ.
De zetel van de gemeente is in Spytkowice.
Op 30 juni 2004 telde de gemeente 3975 inwoners.

## Oppervlaktegegevens
In 2002 bedroeg de totale oppervlakte van gemeente Spytkowice 32,19 km², waarvan:
- agrarisch gebied: 60%
- bossen: 29%

De gemeente beslaat 2,18% van de totale oppervlakte van het district.

## Demografie
Stand op 30 juni 2004:
| Omschrijving                   | Totaal | Totaal | Vrouwen | Vrouwen | Mannen | Mannen |
| ------------------------------ | ------ | ------ | ------- | ------- | ------ | ------ |
| eenheid                        | aantal | %      | aantal  | %       | aantal | %      |
| inwoners                       | 3975   | 100    | 1992    | 50,1    | 1983   | 49,9   |
| bevolkingsdichtheid (inw./km²) | 123,5  | 123,5  | 61,9    | 61,9    | 61,6   | 61,6   |

In 2002 bedroeg het gemiddelde inkomen per inwoner 1463,42 zł.

## Aangrenzende gemeenten
Bystra-Sidzina, Jabłonka, Jordanów, Raba Wyżna